# Tim Staffell
Pour l’article homonyme, voir Tim Staffel (auteur).
 (novembre 2018).
Si vous disposez d'ouvrages ou d'articles de référence ou si vous connaissez des sites web de qualité traitant du thème abordé ici, merci de compléter l'article en donnant les références utiles à sa vérifiabilité et en les liant à la section « Notes et références ».
Tim Staffell, né Timothy Staffell le 24 février 1948 à Ealing, est un musicien de rock britannique. Chanteur, guitariste, bassiste et plasticien, il est notamment membre du groupe Smile, prédécesseur de Queen après le remplacement de Staffel par Freddie Mercury et John Deacon.

## Biographie
Tim Staffel fait partie, au début de sa carrière, du groupe 1984 aux côtés de Brian May tout d'abord, auxquels sont venus s'ajouter Chris Smith et Roger Taylor pour donner naissance au groupe Smile. Au départ de Staffell, déçu par la stagnation de sa formation, Smile cesse officiellement d'exister pour devenir rapidement Queen. Tim Staffell laisse la place de chanteur à Freddie Mercury, qui choisit le nouveau nom du groupe. À la basse, c'est John Deacon qui assure le remplacement de Tim, à partir de 1971.
Staffell écrit, avec Brian May, le morceau Doing Alright, repris par Queen et inclus sur leur premier album. Après l'échec relatif de Smile, il rejoint le groupe Humpy Bong, qui a une carrière très éphémère et n'a pas laissé d'enregistrement, puis le groupe Morgan avec qui il sort deux albums, Nova Solis et Brown Out, réédités plus tard sous le titre The Sleeper Wakes.
Il décide ensuite d'abandonner la musique pour se lancer dans une carrière de modéliste, animateur et directeur de la publicité, créant entre autres certaines des maquettes utilisées pour l'adaptation par la BBC du Guide du voyageur galactique. Il a en outre été modéliste en chef de la série inaugurale du programme jeunesse Thomas et ses amis diffusé sur la même chaîne.
En 2001, Staffell décide de revenir à l'industrie musicale avec une formation blues-funk, aMIGO, qui tire son inspiration des musiques folk, latine et rock. En 2003 sort l'album éponyme aMIGO, sur lequel figurent deux reprises d'anciens titres de Smile, Earth et Doing Alright. Brian May tient la guitare et chante sur les deux morceaux.
En 2018, il revient en studio pour contribuer à la bande originale du film Bohemian Rhapsody. Il réenregistre sa voix et ses parties de basse pour le titre Doing Alright... revisited aux côtés de Brian May et Roger Taylor. La chanson est créditée à Smile.
Staffel occupe actuellement un poste de lecteur au sein de la Mountview Academy of Theatre Arts en tant que chef de l'atelier de construction[réf. souhaitée].